# Avril 1805

## Événements
- 10 avril : traité de paix entre les Britanniques et Ranjit Singh, qui est reconnu comme un souverain indépendant[1]. La plupart des chefs sikhs le considèrent comme le souverain légitime du Pendjab. Il crée un État qui s’appuie aussi bien sur les Sikhs (10 % de la population du Pendjab) que sur les Musulmans et les Hindous. Il doit pour cela écarter une secte sikhe extrémiste, les Akalis, qui réclamait l’instauration d’une théocratie.
- 11 avril : traité de Saint-Pétersbourg. Alliance entre la Russie et le Royaume-Uni dans le but de rétablir la France dans ses frontières de 1792. Formation d'une Troisième Coalition contre la France (Autriche, Royaume-Uni, Russie, Naples, Suède). L’Autriche accède définitivement à la coalition le 9 août[2].
- 13 avril : les partisans d’Usman dan Fodio s’emparent de l'état Haoussa du Kabi[3].
- 27 avril - 13 mai : Guerre de Tripoli : première bataille terrestre des États-Unis sur un sol étranger après la Guerre d'indépendance des États-Unis. Des marines et des mercenaires Berbères attaquent la ville de Derna.
  - Victoire des États-Unis sur le dey de Tripoli à la bataille de Derna[4].
- 29 avril : la « Communauté batave » est dirigée par le grand-pensionnaire Schimmelpenninck (1805-1806). Il entreprend des réformes importantes : fiscalité directe, éducation primaire publique, centralisation[5].

## Naissances
- 2 avril : Hans Christian Andersen, poète et auteur danois († 4 août 1875).
- 23 avril
  - William Darwin Fox (mort en 1880), ministre du culte anglican et naturaliste britannique.
  - Augustus Addison Gould (mort en 1866), conchyliologiste américain.

## Décès
- 18 avril : Apollo Moussine-Pouchkine (né en 1760), chimiste collecteur de plantes russe.